# Église Saint-Georges de Kostolac
Pour les articles homonymes, voir Église Saint-Georges.
L'église Saint-Georges de Kostolac (en serbe cyrillique : Црква Светог Георгија у Костолцу ; en serbe latin : Crkva Svetog Georgija u Kostolcu) est une église orthodoxe serbe située à Kostolac, sur le territoire de la ville de Požarevac et dans le district de Braničevo en Serbie. Elle est inscrite sur la liste des monuments culturels protégés de la république de Serbie (identifiant no SK 1733).

## Présentation
L'église a été construite en 1924 grâce à une dotation de l'armateur Dragutin V. Todić et de sa femme Leposava ; elle a été conçue par l'architecte Pera Popović sur le modèle de l'église Lazarica de Kruševac, fondée par le despote Stefan Lazarević dans la seconde moitié du XIVe siècle.

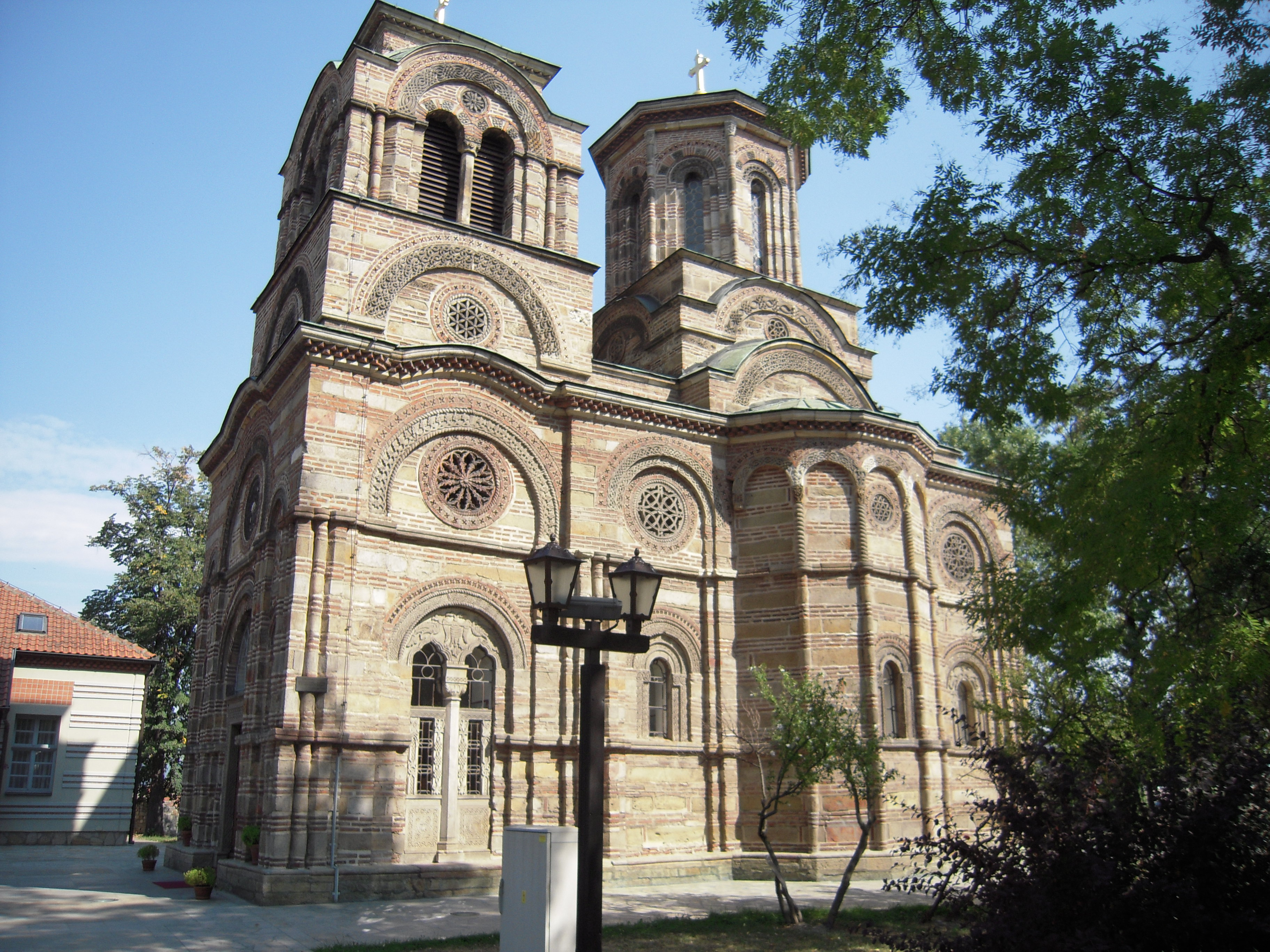
À titre de comparaison : l'église Lazarica de Kruševac

Elle s'inscrit dans un plan tréflé et se présente comme un édifice à nef unique surmonté d'un dôme octogonal reposant sur un tambour carré ; un clocher domine la façade occidentale ; la nef est précédée d'un narthex et la zone de l'autel s'élargit de chapelles latérales. Les façades sont riches d'éléments architecturaux et plastiques, parmi lesquels on retrouve notamment des entrelacs byzantins ; le décor plastique se concentre autour des fenêtres, sur le dôme et sur le clocher ainsi que dans la corniche du toit, sous laquelle court une frise avec des motifs floraux. Parmi les autres éléments de décoration figurent des cordons qui rythment horizontalement les façades et des archivoltes richement ornées dans lesquelles s'inscrivent des rosettes.
À l'intérieur, l'église abrite des fresques, des icônes, des vitraux, du mobilier, des cloches ainsi que des objets et des livres liturgiques. Les fresques ont été réalisées par Aleksandar Bicenko tandis que l'iconostase a été peinte par Milutin Mihailović ; en outre, l'église conserve trois icônes mobiles dues à Uroš Predić ainsi que des vitraux peints réalisés en France ; cette technique de peinture est rare dans les édifices religieux serbes. Sur le mur nord se trouve une représentation des fondateurs portant une maquette de l'église et au sud du narthex se trouve le sarcophage en marbre blanc de Dragutin V. Todić.
Sur le parvis de l'église se trouve la résidence du capitaine Todić qui date de 1923 et un ossuaire commémoratif des défenseurs de Kostolac en 1914 et 1915.